# Lead (groupe)
Pour les articles homonymes, voir Lead.
Lead (リード, Reido) est un groupe de J-pop et hip-hop japonais. Le groupe est connu pour avoir notamment réalisé le sixième générique de fin de l'anime Katei Kyoushi Hitman Reborn! (Stand Up!).

## Biographie
Hiroki Nakadoi, Shinya Taniuchi, et Akira Kagimoto ont tous étudiés à la Caless Vocal and Dance School d'Osaka et se sont liés d'amitié. En mars 2002, ils jouent dans les rues de Shiroten, Osaka ; sous le simple nom de Remix. En mai 2002, ils se rebaptisent Flow. Le trio décide ensuite de recruter un quatrième membre. Entretemps, le 13 avril 2002 - l'audition Kyushu/Fukuoka Starlight se déroule à Okinawa, à la recherche de nouveaux talents. Cette période, Keita Furuya, âgé de 13 ans, en ressort vainqueur sur 8 751 participants. Flow contacte alors Keita qui se joint au nouveau groupe, Flow, en mai 2002. 
Le 23 mai 2002, le groupe change définitivement de nom pour Lead. Lead publie son premier single, Manatsu no Magic (Mid Summer Magic), le 31 juillet 2002. Cette même année, Lead remporte le prix de meilleur nouvel arrivant à la 44e édition des Japan Record Awards. 
Six ans plus tard, Lead comptabilisera 14 singles, cinq albums, sept DVD, et cinq tournées. Le 5 août 2009, ils sortent leur 16e single Gira Gira Romantic. Le 28 juillet 2010, leur 17e single, Speed Star, est publié. Le 12 décembre 2012 sort leur vingtième single, Still. La même année sort l'album Now or Never.
Lead publie son nouvel album, The Showcase, le 8 juin 2016, pour la première fois environ quatre ans après Now or Never. L'album, enregistré entre 2012 et 2016, atteint la deuxième place de l'Oricon. Il atteint aussi la deuxième place du Billboard Japan. Cette même année, leur label réédite tous leurs album.

## Membres
- Nakadoi Hiroki (中土居宏宜), né le 26 juillet 1985.
- Taniuchi Shinya (谷内伸也), né le 23 septembre 1987.
- Furuya Keita (古屋敬多), né le 13 juin 1988.
- Kagimoto Akira (鍵本輝), né le 20 août 1988.

## Discographie

### Albums studio
- 2003 : Life on Da Beat
- 2004 : Brand New Era
- 2005 : Lead! Heat! Beat!
- 2006 : 4
- 2008 : Feel the Vibes
- 2008 : Lead Tracks: Listener's Tracks
- 2012 : Now or Never
- 2016 : The Showcase